# Partido Comunista de los Pueblos de España
Die Kommunistische Partei der Völker Spaniens (Partido Comunista de los Pueblos de España, kurz PCPE) ist eine 1984 entstandene spanische Partei. Sie vertritt einen marxistisch-leninistischen Standpunkt und war bis zur Parteispaltung im Jahr 2019 Mitglied der Initiative kommunistischer und Arbeiterparteien Europas.

## Geschichte
Die Partei wurde 1984 nach innerparteilichen Meinungsverschiedenheiten als Antwort auf die eurokommunistisch orientierte Politik der Kommunistischen Partei Spaniens gegründet. Gründungsveranstaltung war der so genannte „Kongress der kommunistischen Einheit“ vom 13. bis zum 15. Dezember 1984 in Madrid, auf welchem sich der Partido Comunista de España Unificado (dt. Vereinigte Kommunistische Partei Spaniens), der  Movimiento de Recuperación del PCE (dt. Bewegung zur Wiederherstellung der Kommunistischen Partei Spaniens), der Movimiento para la Recuperación y Unificación del PCE (dt. Bewegung zur Wiederherstellung und Vereinigung der Kommunistischen Partei Spaniens), die Candidatura Comunista (dt. Kommunistische Kandidatur) und weitere kleinere kommunistische Gruppen als Partido Comunista vereinigten. All diese Gruppen waren im Widerstand zur eurokommunistischen Generallinie der KP Spaniens unter Santiago Carillo entstanden und konnten sich daher auf Grundlage einer prosowjetischen Linie einigen.
1986 gab sich die Partei ihren heutigen Namen.
Von 1986 bis 1988 war sie Mitglied der Izquierda Unida, der Vereinigung der spanischen Linken.

## Abspaltungen
- Partido Comunista de los Trabajadores de España (Kommunistische Arbeiterpartei Spaniens, abgekürzt PCTE), 2017 gegründete Abspaltung. Zunächst ebenfalls den Namen PCPE tragend, 2019 in PCTE umbenannt.[3]